# Steve Christian
Steven Raymond Christian, né en 1951, est le maire des Îles Pitcairn du 7 décembre 1999 jusqu'au 30 octobre 2004. De plus, à cause de la population minuscule de ce territoire (une cinquantaine d'habitants à la fin de 2004), il joue le rôle de dentiste, électricien, ingénieur et technicien des rayons X de l'île.

## Biographie
Steve Christian descend directement de Fletcher Christian, chef des mutins du HMS Bounty, ainsi son ascendance est respectée par les habitants. Ce respect lui a donné une influence de facto avant son premier rôle politique, en 1976, où il était membre du Conseil des îles.

## Affaires judiciaires
Il fut reconnu coupable le 26 octobre 2004 de cinq viols sur mineurs (dont certains sur ses propres enfants) et condamné à 6 ans de prison dans le cadre de l'Affaire des îles Pitcairn,. Il perd alors son titre de maire et a été remplacé par sa sœur Brenda.